# Mohammed Badaru Abubakar
Mohammed Badaru Abubakar, né le 19 septembre 1962, est un homme politique nigérian qui est ministre nigérian de la Défense (en) depuis le 21 août 2023. Il a précédemment été gouverneur de l'État de Jigawa (en) de 2015 à 2023,.
Badaru, comme on l'appelle communément, a été un temps président du comité présidentiel nigérian sur la distribution d'engrais aux agriculteurs, et également un ancien président d'un comité présidentiel sur les revenus non pétroliers. Il est le fondateur du groupe Talamiz.

## Éducation
Abubakar est diplômé de l'Université Ahmadu Bello de Zaria, où il a obtenu un baccalauréat en comptabilité. Pendant ses études à l'université, il s'est impliqué dans l'activisme communautaire, le sport et les affaires. Badaru est également un ancien élève (en) de l' Institut national d'études politiques et stratégiques (en) (NIPSS) de Kuru (en).

## Carrière d'industriel
Après avoir obtenu son diplôme, Badaru a créé son entreprise, le Talamiz Group, un conglomérat ayant des intérêts divers dans les secteurs de l'automobile, de la fabrication, de l'agriculture et de l'élevage, ainsi que de la distribution de produits de base,.

## Carrière en politique
Il a été vice-président II de la Fédération de la Chambre de commerce et d'industrie de l'Afrique de l'Ouest et membre de l' Association des comptables nationaux du Nigéria (en). Auparavant, il était membre du Conseil national de privatisation (en).
Badaru est actuellement le président national de l'Association nigériane des chambres de commerce, d'industrie, des mines et d'agriculture. Il était candidat au poste de gouverneur du Congrès d'action du Nigéria, mais a perdu face à Sule Lamido. Badaru a remporté le poste de gouverneur de Jigawa en 2015.
Lors des élections au poste de gouverneur de l'État de Jigawa de 2019 (en) qui se sont tenues le 9 mars, Badaru a été réélu gouverneur après avoir recueilli un total de 810 933 voix, le candidat du Parti démocratique populaire, PDP, Aminu Ibrahim Ringim a obtenu 288 356 voix tandis que le candidat du Parti social-démocrate, SDP, Bashir Adamu Jumbo a obtenu 32 894 voix, faisant ainsi de lui le vainqueur de l'élection.

## Récompenses
En reconnaissance de son travail acharné et de ses activités philanthropiques, Badaru s'est vu conférer le titre traditionnel de Sardaunan Ringim dans l'émirat de Ringim et de Walin Jahun dans les conseils de l'émirat de Dutse respectivement. Il a également reçu la distinction honorifique nationale de Membre de l'Ordre du Niger (MON) par le président en 2006.